# هولي نيكسون
هولي نيكسون (بالإنجليزية: Holly Nixon)‏ هي مجدفة بريطانية، ولدت في 7 ديسمبر 1993.

## وصلات خارجية
- هولي نيكسون على موقع الاتحاد الدولي للتجديف (الإنجليزية)